# 下深井乡
下深井乡，是中华人民共和国山西省大同市阳高县下辖的一个乡镇级行政单位。

## 行政区划
下深井乡下辖以下地区：
下堡村、贾庄村、观上村、丰稔山村、砖井村、西坨村、上堡村、西中佃村、深井洼村、上佃村、东中佃村、东坨村、东水头村、上深井村、孙家港村、贾峰村、下佃村、张官屯村、金家庄村、官庄村、桥头村、董家庄村、滴滴水村、王千户岭村和新团堡村。